# Una rebelde en solitario
Una rebelde en solitario es el segundo álbum recopilatorio de la cantante mexicana Anahí, reedición de su álbum: Baby Blue lanzado en el año 2000. En el 2006 el álbum es puesto a la venta a través de descarga digital.

## Antecedentes
El 8 de julio de 2006 es lanzada la reedición del disco Baby Blue en Brasil, bajo el sello Universal. 
En octubre de 2006 se anuncia el lanzamiento de la reedición en Chile, también bajo el sello Universal. Se anuncia el lanzamiento del tema «Es el amor» como sencillo promocional en Chile. Terra Chile argumentó «Lo que trae es una fusión de melodías roqueras con contenido lírico juvenil, con temas desde baladas hasta temas más rítmicos».

## Lista de canciones
- Edición estándar

| Una Rebelde en solitario |                          |                       |          |  |
| N.º                      | Título                   | Escritor(es)          | Duración |  |
| 1.                       | «Desesperadamente sola»  | Estéfano              | 4:53     |  |
| 2.                       | «Superenamorándome»      | Estéfano              | 3:56     |  |
| 3.                       | «Es el amor»             | Estéfano              | 4:30     |  |
| 4.                       | «Aquí sigues estando tú» | Estéfano              | 3:53     |  |
| 5.                       | «Tu amor cayó del cielo» | Estéfano              | 4:06     |  |
| 6.                       | «Como cada día»          | Estéfano              | 4:03     |  |
| 7.                       | «Volverás a mí»          | Estéfano              | 4:06     |  |
| 8.                       | «Tranquilo nene»         | Eduardo Paz, Jerónimo | 4:32     |  |
| 9.                       | «Sobredosis de amor»     | Estéfano, Eduardo Paz | 4:50     |  |
| 10.                      | «Primer amor»            | Estéfano, Eduardo Paz | 3:43     |  |
| 43:12                    |                          |                       |          |  |

## Créditos y personal
Las canciones presentes en el álbum fueron grabados y editados en Midnight Blue Studios y masterizado en Mastering The Kitchen.

### Personal
Créditos por Una Rebelde en Solitario:
- Anahí - Artista primario
- Eduardo Arias	 - Maquillaje
- Tim Barnes -	Viola
- Martin Bejerano - Piano
- Adolfo Pérez Butrón -	Fotografía
- Ed Calle -	Arreglos, saxofón
- Javier Carrion - Asistente de grabación
- Jessica Chirino - Coros
- Tony Concepción - Trompeta
- Michael "Junno" Cosculluela -	Coros
- Estéfano - Guitarra acústica, compositor, productor
- Scott Flavin - Violín
- Jim Hacker -	Trompeta
- Alfredo Oliva - Violín
- Eduardo Paz -	Compositor
- Chris Rodríguez - Coros, programación de teclado
- Dana Teboe -	Trombón
- Joel Numa - Mixing

## Recibimiento comercial
El álbum fue el menos vendido en su discografía. No pudo entrar a ninguna lista de charts, dejando el destino de singles próximos a la deriva. Fue uno de los trabajos musicales menos vendidos del año 2000.

## Historial de lanzamiento

### Edición estándar
| Región         | Fecha              | Formato                      |
| -------------- | ------------------ | ---------------------------- |
| México         | 4 de julio de 2006 | CD de audio                  |
| Japón          | 4 de julio de 2006 | Descarga digital             |
| Reino Unido    | 4 de julio de 2006 | Descarga digital             |
| Estados Unidos | 4 de julio de 2006 | Descarga digital             |
| Francia        | 4 de julio de 2006 | Descarga digital             |
| España         | 4 de julio de 2006 | Descarga digital             |
| Brasil         | 8 de julio de 2006 | CD de audio/Descarga digital |